# اندیس آنومالی دیزج ۱
آنومالی دیزج ۱ یک اندیس فلزی است که در حوالی شهر سیلوانه استان آذربایجان غربی قرار دارد و مادهٔ معدنی موجود در آن، طلا است.سنگ میزبان این اندیس آمفیبولیت، شیست، گنیس، دیوریت، گرانودیوریت، گابرو، ماسه‌سنگ، شیل، توف است  در این اندیس، پاراژنز‌های نقره، ایلمنیت، کرومیت، باریت، فلوئورین، اپیدوت، کلریت، پیروکسن، آمفیبول، اسفن، لیمونیت، پیریت یافت می‌شوند.